# USA Water Polo
 (janvier 2023).
Si vous disposez d'ouvrages ou d'articles de référence ou si vous connaissez des sites web de qualité traitant du thème abordé ici, merci de compléter l'article en donnant les références utiles à sa vérifiabilité et en les liant à la section « Notes et références ».
USA Water Polo est l'organisme dirigeant du water-polo aux États-Unis.
Fondé en 1978, il aide à l'organisation des compétitions de clubs à différentes échelles dans le pays. Il a la charge de la préparation des équipes nationales féminines et masculines, ainsi que de l'organisation de compétitions internationales.
Pour être représenté à la Fédération internationale de natation, USA Water Polo est membre de l'United States Aquatic Sports avec les quatre organismes dirigeants des autres sports aquatiques du pays. Il est également membre du Comité olympique des États-Unis.